# Kreisgericht Duisburg
Das Kreisgericht Duisburg war von 1849 bis 1879 ein preußisches Kreisgericht mit Sitz in Duisburg.

## Geschichte
Die „Verordnung über die Aufhebung der Privatgerichtsbarkeit und des eximierten Gerichtsstandes sowie über die anderweitige Organisation der Gerichte“ vom 2. Januar 1849 hob die Patrimonialgerichtsbarkeit auf. Gleichzeitig wurde das Appellationsgericht Hamm geschaffen, dem Kreisgerichte, darunter das Kreisgericht Duisburg zugeordnet waren. Sein Sprengel umfasste einen Teil des Landkreises Duisburg mit den Städten Duisburg, Mülheim an der Ruhr und Ruhrort. Das zuständige Schwurgericht war das Kreisgericht Wesel. Eine Gerichtsdeputation wurde in Broich eingerichtet. Der Sprengel des Kreisgerichts umfasste 57.603 Gerichtseingesessene (1859). Am Gericht waren ein Direktor und 13 Kreisrichter tätig.
Mit den Reichsjustizgesetzen wurden die Gerichte im Deutschen Reich vereinheitlicht. Das Kreisgericht Duisburg wurde 1879 aufgehoben. Neu eingerichtet wurde nun das Amtsgericht Duisburg im Bezirk des Landgerichtes Duisburg.
Die Gerichtsdeputation Broich wurde 1879 ebenfalls aufgehoben und das Amtsgericht Mülheim an der Ruhr gebildet.

## Richter
- Heinrich Steinmetz